# Vladimír Černohorský
Vladimír Černohorský (19. července 1941 – 8. srpna 2015) byl český sládek a výzkumník.
Pivovarnictví se věnoval od roku 1959. V letech 1964–1992 pracoval v Pokusném a vývojovém středisku pro pivo a slad v pražském Braníku. Od roku 1992 měl vlastní firmu pro poradenskou činnost. Působil jako sládek v různých pivovarech, a to nejen v Česku, ale např. i v Německu nebo Rakousku. Byl spoluautorem 16 vynálezů, např. nealkoholického piva Pito a piva pro diabetiky (dia pivo). Od roku 1995 dělal sládka v rakouském zámeckém podniku Schlossbrauerei Weinberg a od roku 2011 souběžně pracoval jako vrchní sládek v obnoveném Únětickém pivovaru.
Za celoživotní přínos oboru byl v roce 2014 uveden do Síně slávy českého pivovarství a sladařství.

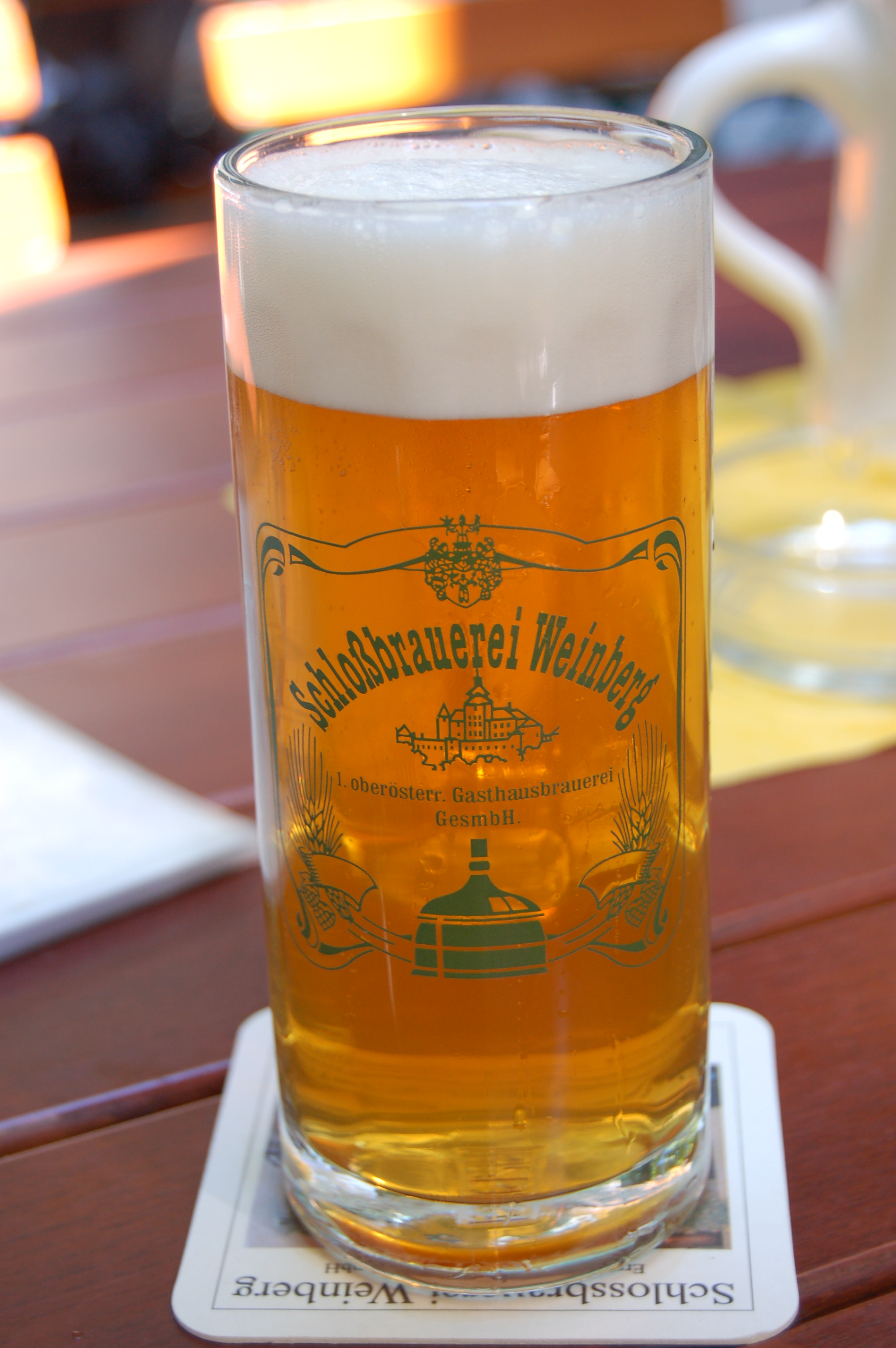
Pivo z pivovaru Schlossbrauerei Weinberg během působení Vladimíra Černohorského
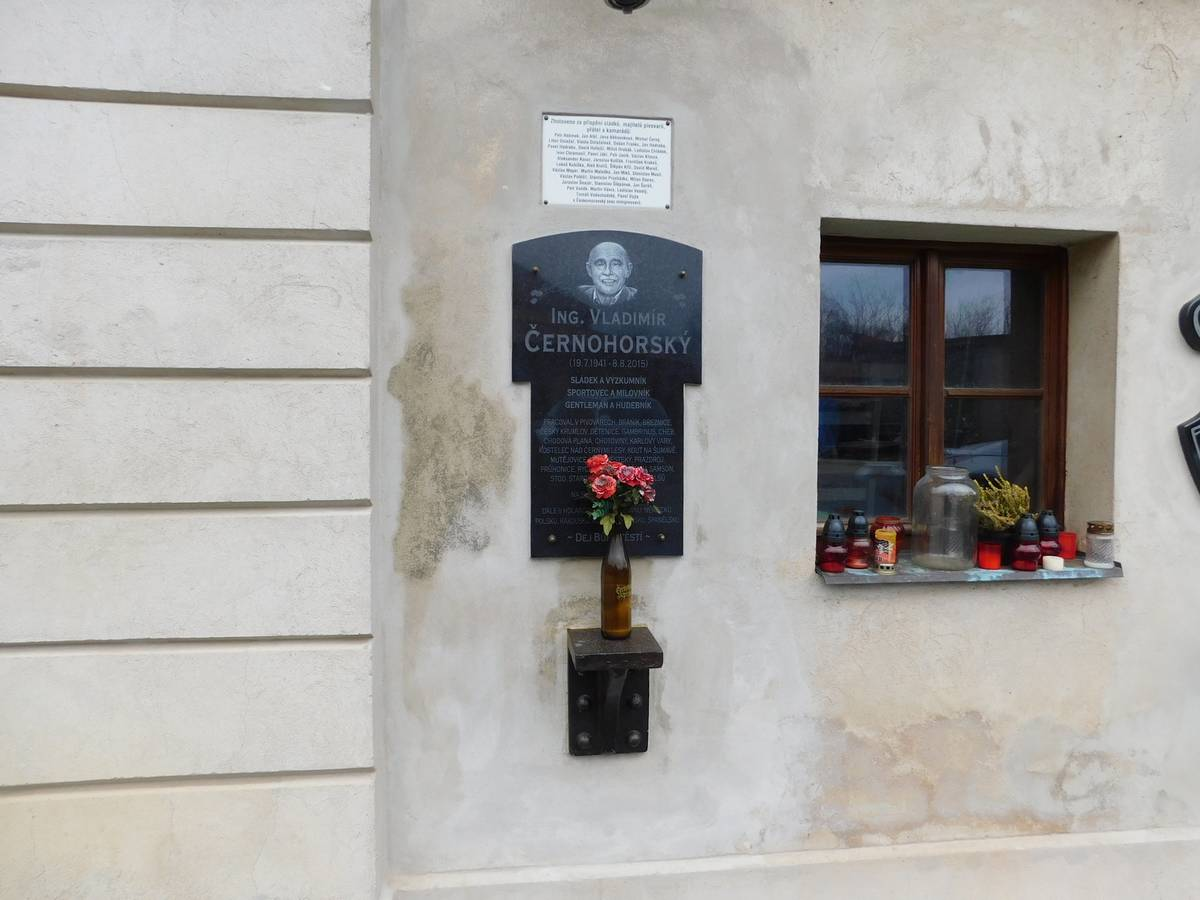
Pamětní deska v Národním muzeu pivovarnictví v Kostelci nad Černými lesy